# シティタワー上野池之端
シティタワー上野池之端（シティタワーうえのいけのはた）は、東京都台東区にある超高層マンション。

## 概要
生産経済新聞社電算印刷研究所（エス・ケイ）跡地の開発（池之端2丁目計画）として建設された。不忍池のほとりに建つ超高層建築物としてはパークタワー上野池之端に次ぎ4棟目である。隣接地にはルネッサンスタワー上野池之端が建つ。

## 沿革
- 2010年（平成22年）1月6日 - 1952年（昭和27年）創業のエス・ケイが破産[1]。跡地を売却。
- 2011年（平成23年）4月1日 - エス・ケイ跡地に着工。
- 2012年（平成24年）12月19日 - 竣工。

## 近隣施設
- 根津駅
- 上野恩賜公園
- 東京大学
- 東天紅
- 旧岩崎邸庭園